# Dankowice (województwo śląskie)
Dankowice (dawniej też Damkowice, wil.: Denkiadiüf, niem. Denkendorf) – wieś w południowej Polsce położona na terenie Małopolski, w obecnym województwie śląskim, w powiecie bielskim, w gminie Wilamowice. Powierzchnia sołectwa wynosi 1144,7 ha a liczba ludności 2836 (2021), co daje gęstość zaludnienia równą 235,8 os./km². Graniczą od wschodu z Wilamowicami, od południa ze Starą Wsią, od zachodu z Bestwinką i Kaniowem, a od północy z Górą i Jawiszowicami.

## Historia
Miejscowość została po raz pierwszy wzmiankowana w spisie świętopietrza parafii dekanatu Oświęcim diecezji krakowskiej z 1326 pod nazwą Damcowicz. Jest to typowo polska nazwa patronimiczna od imienia Damek. Nazwa została przekształcona później w formę Dankowice. Za osadnictwem niemieckim związanym z powstaniem wówczas bielskiej wyspy językowej przemawia z kolei imię pierwszego proboszcza — Rudgerus i pojawienie się w 1413 niemieckiej nazwy Damkyndorff.
Miejscowość była częścią Księstwa oświęcimskiego. W dokumencie sprzedaży księstwa oświęcimskiego Koronie Polskiej wystawionym przez Jana IV oświęcimskiego 21 lutego 1457 miejscowość wymieniona została jako Damkowicze.
W 1564 roku wraz z całym księstwem oświęcimskim i zatorskim leżała w granicach Korony Królestwa Polskiego, znajdowała się w województwie krakowskim w powiecie śląskim. Po unii lubelskiej w 1569 księstwo Oświęcimia i Zatora stało się częścią Rzeczypospolitej Obojga Narodów w granicach, której pozostawało do I rozbioru Polski w 1772, jako część prowincji małopolskiej.
Po rozbiorach Polski miejscowość znalazła się w zaborze austriackim i leżała w granicach Austrii, wchodząc w skład Królestwa Galicji i Lodomerii. Pod koniec XIX wieku miejscowość jako Dańkowice (wraz z Kaniowem Dańkowskim), wieś leżącą w powiecie bialskim, wymienia Słownik geograficzny Królestwa Polskiego. Miejscowość liczyła wówczas 1854 morgi powierzchni. Znajdowało się w niej 162 domostwa z 1175 mieszkańcami. Dzieliła się na dwie części: większa była folwarkiem z dworem należącym do majoratu księcia cieszyńskiego Albrechta, gdzie znajdowała się gorzelnia, mniejsza, wiejska do miejscowej ludności.
W latach 1954–1972 wieś należała i była siedzibą władz gromady Dankowice. W latach 1975–1998 miejscowość należała administracyjnie do województwa bielskiego.
W 2009 roku liczba mieszkańców wynosiła 2699.

## Religia
Na terenie wsi działalność duszpasterską prowadzi Kościół Rzymskokatolicki (parafia św. Wojciecha) oraz Chrześcijańska Wspólnota Zielonoświątkowa (zbór w Dankowicach).

## Sport
W Dankowicach ma siedzibę założony w 1945 roku klub sportowy Pasjonat Dankowice, którego wychowankiem jest obrońca reprezentacji Polski w piłce nożnej Maciej Sadlok.

## Przyroda
W Dankowicach znajduje się 12 gniazd bociana białego.

## Odznaczenia
- Order Krzyża Grunwaldu II klasy (1979)[20]